# Mayacamas Vineyards
Mayacamas Vineyards ist ein kalifornischer Weinproduzent im Herkunftsgebiet Mount Veeder AVA nahe den Mayacamas Mountains im Napa Valley. Das Weingut ist bekannt dafür, traditionelleren Wein als die neuen Weine der Region herzustellen.

## Geschichte
Das Weingut wurde 1889 von John Henry Fisher errichtet, einem deutschen Einwanderer, der Anfang 1900 Bankrott ging. Danach wurde es für einige Jahre nicht mehr genutzt, wobei in den ersten Jahren der Prohibition Schmuggler im alten Steinkeller Wein hergestellt haben sollen. In den späten 1920er und 1930er Jahren befand sich das Anwesen im Besitz der Familie Brandlin.
1941 haben der britische Chemiker Jack Taylor und seine Frau Mary das Weingut gekauft und gaben ihm seinen jetzigen Namen.
Im Jahr 1968 wurde das Weingut von Robert Travers und seiner Frau Elinor gekauft. Unter ihrer Leitung wurde die Reifeanlage vergrößert und angrenzende Grundstücke gekauft. Der Rotwein des Jahrgangs 1971 wurde im Rahmen der Weinjury von Paris von 1976 bewertet. Teile der Dreharbeiten zum Film Dem Himmel so nah erfolgten 1996 auf dem Weingut. In Parker’s Wine Buyer’s Guide 1994 erhält das Weingut mit der Einschränkung „vor 1979“ mit fünf Sternen die höchste Qualitätsauszeichnung.
Elinor Travers starb 2007. Das Anwesen wurde danach von dem Investor Charles Banks und seiner Frau Ali gemeinsam mit dem Unternehmer Jay Schottenstein und seinem Sohn Joey erworben. Der Verkaufspreis wurde nicht bekannt gegeben.